# Antonella d'Aquino
Antonella d'Aquino (... – 1493) è stata una nobile italiana, marchesa di Pescara, contessa di Ascoli Satriano, Loreto Aprutino e Monteodorisio, e baronessa di Pescasseroli.

## Biografia
Appartenente alla famiglia nobile dei d'Aquino, avente origine longobarda, la quale annovera tra i suoi membri anche San Tommaso, nacque in data e luogo sconosciuti da Berardo Gaspare d'Aquino e Beatrice Gaetani. Suo fratello fu Francesco Antonio d'Aquino. Cecco del Borgo, bisnonno paterno di Antonella, nel 1403 fu creato dal Re Ladislao d'Angiò-Durazzo 1º marchese della storia di Pescara e del Regno di Napoli. La figlia di questi, Giovannella del Borgo, sposò il nonno paterno di Antonella, Francesco d'Aquino, gran camerlengo del Regno di Napoli, portandogli in dote il marchesato di Pescara, che fu poi ereditato da Berardo Gaspare d'Aquino, padre di Antonella, che ne divenne il "primo" marchese sotto la dinastia aragonese. Antonella scambiò la promessa di matrimonio con Innico I d'Avalos l'11 novembre 1450; le nozze ebbero luogo nel 1452. Antonella portò in dote al marito la contea di Monteodorisio, che le era stata donata da Giovannella del Borgo.
Con la morte, avvenuta nel 1471 (o nel 1472), del fratello Francesco Antonio, il quale non si era sposato e non aveva avuto discendenza, Antonella ereditò oltre al marchesato di Pescara, la contea di Loreto e vari possedimenti feudali situati nell'entroterra abruzzese, come Castel di Sangro, Pescasseroli e Scanno, nonché lo Stato feudale di Aquino.
Antonella d'Aquino morì nel 1493.

## Ascendenza
|                          |                                        |                     | Genitori                   |  |  | Nonni |  |  | Bisnonni         |  |  | Trisnonni        |  |
|                          |                                        |                     |                            |  |  |       |  |  | Giacomo d'Aquino |  |  | Berardo d'Aquino |  |
|                          |                                        |                     |                            |  |  |       |  |  | Giacomo d'Aquino |  |  | Berardo d'Aquino |  |
|                          |                                        | Orsolina Giulia     |                            |  |  |       |  |  | Giacomo d'Aquino |  |  |                  |  |
| Francesco d'Aquino       |                                        |                     |                            |  |  |       |  |  | Giacomo d'Aquino |  |  |                  |  |
|                          |                                        | Elisabetta d'Aquino | Francesco d'Aquino         |  |  |       |  |  |                  |  |  |                  |  |
|                          |                                        | Elisabetta d'Aquino | Francesco d'Aquino         |  |  |       |  |  |                  |  |  |                  |  |
|                          |                                        | Elisabetta d'Aquino | Francesca/Cecca da Celano  |  |  |       |  |  |                  |  |  |                  |  |
| Berardo Gaspare d'Aquino |                                        | Elisabetta d'Aquino |                            |  |  |       |  |  |                  |  |  |                  |  |
|                          |                                        | Cecco del Borgo     | ?                          |  |  |       |  |  |                  |  |  |                  |  |
|                          |                                        | Cecco del Borgo     | ?                          |  |  |       |  |  |                  |  |  |                  |  |
|                          |                                        | Cecco del Borgo     | ?                          |  |  |       |  |  |                  |  |  |                  |  |
| Giovannella del Borgo    |                                        | Cecco del Borgo     |                            |  |  |       |  |  |                  |  |  |                  |  |
|                          |                                        | Antonella di Miro   | Roberto "Percillo" di Miro |  |  |       |  |  |                  |  |  |                  |  |
|                          |                                        | Antonella di Miro   | Roberto "Percillo" di Miro |  |  |       |  |  |                  |  |  |                  |  |
|                          |                                        | Antonella di Miro   | ?                          |  |  |       |  |  |                  |  |  |                  |  |
| Antonella d'Aquino       |                                        | Antonella di Miro   |                            |  |  |       |  |  |                  |  |  |                  |  |
|                          | Giacomo "Giacopello/Jacopello" Gaetani | Giacomo Gaetani     |                            |  |  |       |  |  |                  |  |  |                  |  |
|                          | Giacomo "Giacopello/Jacopello" Gaetani | Giacomo Gaetani     |                            |  |  |       |  |  |                  |  |  |                  |  |
|                          | Giacomo "Giacopello/Jacopello" Gaetani | Sveva Sanseverino   |                            |  |  |       |  |  |                  |  |  |                  |  |
| Giacomo Gaetani          | Giacomo "Giacopello/Jacopello" Gaetani |                     |                            |  |  |       |  |  |                  |  |  |                  |  |
|                          |                                        | Rogasia d'Evoli     | Pietro d'Evoli             |  |  |       |  |  |                  |  |  |                  |  |
|                          |                                        | Rogasia d'Evoli     | Pietro d'Evoli             |  |  |       |  |  |                  |  |  |                  |  |
|                          |                                        | Rogasia d'Evoli     | Bianca di Grandinato       |  |  |       |  |  |                  |  |  |                  |  |
| Beatrice Gaetani         |                                        | Rogasia d'Evoli     |                            |  |  |       |  |  |                  |  |  |                  |  |
|                          |                                        | Pietro Orsini       | ?                          |  |  |       |  |  |                  |  |  |                  |  |
|                          |                                        | Pietro Orsini       | ?                          |  |  |       |  |  |                  |  |  |                  |  |
|                          |                                        | Pietro Orsini       | ?                          |  |  |       |  |  |                  |  |  |                  |  |
| Giovanna Orsini          |                                        | Pietro Orsini       |                            |  |  |       |  |  |                  |  |  |                  |  |
|                          |                                        | ?                   | ?                          |  |  |       |  |  |                  |  |  |                  |  |
|                          |                                        | ?                   | ?                          |  |  |       |  |  |                  |  |  |                  |  |
|                          |                                        | ?                   | ?                          |  |  |       |  |  |                  |  |  |                  |  |
|                          |                                        | ?                   |                            |  |  |       |  |  |                  |  |  |                  |  |

## Discendenza
Antonella d'Aquino si sposò nel 1452 con Innico I d'Avalos, da cui ebbe quattro figli e tre figlie:
- Alfonso II d'Avalos, marchese di Pescara, che sposò Diana di Cardona;
- Martino d'Avalos, di cui si hanno scarse notizie;
- Rodrigo d'Avalos, conte di Monteodorisio;
- Innico II d'Avalos, marchese di Vasto, che sposò Laura Sanseverino;
- Ippolita d'Avalos, andata in sposa a Carlo d'Aragona;
- Costanza d'Avalos, moglie di Federico del Balzo, che alcuni storici d'arte ritengono essere la donna ritratta da Leonardo da Vinci nella Gioconda;
- Beatrice d'Avalos, andata in sposa a Gian Giacomo Trivulzio.